# Genki Abe
Genki Abe (安倍源基  Abe Genki ?,  14 de febrero de 1894 – 8 de octubre de 1989) fue un abogado, oficial de policía y ministro japonés al inicio de la Era Shōwa.

## Biografía
Abe nació en el Distrito de Kumage, Yamaguchi, que hoy forma parte del pueblo de Hirao, siendo el hijo mayor de un ex samurái. Después de graduarse en la Escuela de Leyes de la Universidad Imperial de Tokio en 1920, entró a trabajar en el Ministerio del Interior.
En 1932, Abe fue nombrado Jefe del Tokubetsu Kōtō Keisatsu (Tokkō), que era el equivalente del FBI estadounidense y combinaba las funciones de investigación de crímenes y contraespionaje. Bajo las Leyes de Preservación de la Paz, al Tokkō se le encomendó específicamente investigar y controlar a las organizaciones políticas y las ideologías consideradas como una amenaza al orden público. Se hizo conocido rápidamente desde este cargo, al impulsar una vigorosa campaña contra el Partido Comunista de Japón, sus miembros, simpatizantes y sospechosos de ser simpatizantes entre 1932 y 1933, período en donde al menos 19 personas arrestadas por crímenes políticos murieron durante los interrogatorios bajo custodia policial, incluyendo al conocido autor de literatura proletaria Takiji Kobayashi.
Después del Incidente del 26 de febrero, Abe fue miembro del comité que supervisaba la aplicación de la ley marcial en Tokio. En 1937, Abe alcanzó el puesto de Superintendente general de la Policía, el cargo de mayor rango en la administración policial. Fue renombrado en el mismo cargo en 1940. En 1941, Abe fue director segundo del Comité de Planificación del Gabinete.
En 1945, durante las últimas etapas de la Segunda Guerra Mundial, Abe fue nombrado Ministro del Interior durante la gestión de Kantarō Suzuki y Presidente del Comité de Planificación del Gabinete. Él criticó la falta de refugios antiaéreos adecuados en Japón, que se debía al temor del gobierno ante la reacción pública y preocupaciones sobre posibles interferencias en la producción de armamento. También se opuso firmemente a aceptar la Declaración de Potsdam, una de las condiciones impuestas a la rendición de Japón, temiendo que el Ejército Imperial Japonés se rebele y asesine a los signatarios de la aceptación de la declaración.
Después de la rendición de Japón, Abe (junto a todos los miembros del gobierno durante la guerra) fue arrestado bajo cargos de crímenes de guerra Clase A por órdenes de las autoridades de ocupación estadounidenses y encerrado en la prisión de Sugamo. Sin embargo, nunca fue llevado a juicio y fue liberado después de la ejecución de Hideki Tōjō. 
Después de su liberación, Abe se unió con Nobusuke Kishi en la fundación del Partido Liberal. En las elecciones generales de 1956 se postuló para un escaño en la cámara alta de la Dieta de Japón por el recientemente formado Partido Liberal Democrático, esperando representar al Distrito de Yamaguchi, pero no fue elegido a causa de su reputación durante el periodo de entreguerras.
Cuando Nobusuke Kishi llegó a ser Primer Ministro en 1957, buscó nombrar a su viejo amigo Abe como presidente de la Comisión Nacional de Seguridad Pública, pero tuvo que retirar el nombramiento a causa de la oposición popular.
A fines de la década de 1950, Abe buscó unir a los grupos ultranacionalistas de extrema derecha bajo el Concejo para un Nuevo Japón (Shin Nippon Kyōgikai), del cual fue cofundador y presidente, pero su esfuerzo colapsó en 1959 entre desacuerdos sobre como responder ante las masivas protestas de Anpo contra el Tratado de Seguridad entre Estados Unidos y Japón.
Abe murió en 1989, a la edad de 95 años.